# De crash van 2010
De crash van 2010 is een boek uit 2009 van de Spaanse econoom Santiago Niño Becerra. De oorspronkelijke titel is El crash del 2010; Toda la verdad sobre la crisis. Voor de Nederlandse vertaling van 2010 werd als volledige titel gekozen : De crash van 2010 en de ondergang van het kapitalisme.
Niño Becerra trekt de crash van 1929 door naar het heden. Meer zelfs, de cisis van 1929 beschouwt hij als een soort midlifecrisis van het kapitalisme. De huidige crisis kondigt dan het einde ervan aan, of beter gezegd, de overgang naar een nieuw systeem, zoals dat om de 250 jaar gebeurt. De vorige systeemovergang had plaats aan het begin van de 19e eeuw toen het systeem van het mercantilisme overging naar het kapitalisme.

## Kritiek
De voorspelde drastische neergang in de tweede helft van 2010 is er vooralsnog niet gekomen. Eerder al schreven critici dat de economische voorspellingen van Niño Becerra eerder iets weg hadden van futurologie of astrologie